# WWF European Rampage Tour
WWF European Tour Rampage é um jogo baseado na World Wrestling Federation, criado pela Arc Developers em 1992 para o Amiga, Atari ST, Commodore 64 e MSDOS. Ele conta com o sucesso do jogo anterior da WWF para computadores domésticos, WWF WrestleMania, e foi destinado principalmente ao mercado europeu.

## Jogabilidade
O jogador pode formar tem que formar uma tag team com "Macho Man" Randy Savage, The Ultimate Warrior, Hulk Hogan ou Bret Hart e, em seguida tem que derrotar as tag teams The Nasty Boys, Money Inc. e  The Natural Disasters três vezes cada uma(a preimeira luta acontece na Arena Britannic em Londres, Inglaterra, a segunda ocorre na  The Deutsche Nationale Arena, em Munique, Alemanha, e, por último na Palais Omnisports Arena em Paris, França). O combate pelo título acontece no Madison Square Garden em Nova Iorque, EUA, contra a The Legion Of Doom.
Cada lutador possui vários ataques de wrestling básicos e seu próprio signature grapple. A ação é mais restita ao ringue, mas o lutador tem mais espaço para se mover e pode escolher entre uma variedade de armas para usar contra o oponente. Ao contrário de seu antecessor WWF WrestleMania, não há limite de tempo para as lutas.

### Versão paraCommodore 64
A versão do Commodore 64 é igual as outras versões,exceto que ele possui apenas singles matches. Os quatro lutadores selecionáveis das outras versões também estão presentes nesta versão. O jogador deve derrotar Jerry Sags (The Nasty Boys), Typhoon (The Natural Disasters) e Irwin R. Schyster (Money Inc) em vários locais antes de enfrentar Animal pelo título. Um modo de dois jogadores também está incluído.